# جورج باسي
جورج باسي (بالإنجليزية: George Bussey)‏ هو لاعب كرة قدم أمريكية أمريكي، ولد في 24 أكتوبر 1984.

## وصلات خارجية
- جورج باسي على موقع مرجع كرة القدم المحترفة.كوم (الإنجليزية)